# سوق القبيبات
سوق القبيبات هو أحد أسواق مدينة دمشق، يقع في حي القبيبات بمنطقة الميدان الفوقاني، بجانب جامع الدقاق، تغيرت تسميته إلى سوق الميدان الفوقاني.